# Лашин Михайло Опанасович
Михайло Опанасович Лашин (7 листопада 1918 — 8 березня 1998) — радянський військовий льотчик, Герой Радянського Союзу (1945), у роки німецько-радянської війни штурман ескадрильї 135-го гвардійського бомбардувального авіаційного полку 6-ї гвардійської бомбардувальної авіаційної дивізії 1-ї повітряної армії 3-го Білоруського фронту. Заслужений військовий штурман СРСР (1966).

## Біографія
Народився 7 листопада 1918 року на хуторі Джуровка (нині Погарського району Брянської області) у селянській родині. Росіянин. Закінчив 7 класів і робітфак.
У Червоній Армії з 1937 року. У 1940 році закінчив Мелітопольське військово-авіаційне училище штурманів.
Учасник німецько-радянської війни з липня 1941 року.
Штурман ескадрильї 135-го гвардійського бомбардувального авіаційного полку (6-та гвардійська бомбардувальна авіаційна дивізія, 1-ша повітряна армія, третій Білоруський фронт) гвардії капітан М. О. Лашин до квітня 1945 року здійснив 266 бойових вильотів на розвідку і бомбардування скупчень військ противника, залізничних станцій, аеродромів та портів. Збив особисто 1 і в групі 2 літаки противника.
29 червня 1945 року за зразкове виконання бойових завдань командування на фронті боротьби із загарбниками і проявлені при цьому мужність і героїзм, гвардії капітану Лашину Михайлу Опанасовичу присвоєно звання Героя Радянського Союзу з врученням ордена Леніна і медалі «Золота Зірка» (№ 6362)
Після війни продовжував службу у ВПС СРСР.
У 1950 році закінчив Військово-повітряну академію. Був начальником Ворошиловградського вищого військово-авіаційного училища штурманів.
З 1973 року генерал-майор авіації М. О. Лашин у запасі. Жив у Луганську. Помер 8 березня 1998 року. Похований на кладовищі «Гостра могила» в Луганську.

## Вшанування пам'яті
У 2009 році у Луганську з'явилась нова вулиця, яку за рішенням сесії Луганської міської ради боло названо ім'ям генерала Лашина.